# Baromètre
Pour les articles homonymes, voir page d'homonymie : Baromètre (homonymie).
 (février 2021).
Le baromètre est un instrument de mesure, utilisé en physique et en météorologie, qui sert à mesurer la pression atmosphérique. Il peut, de façon secondaire, servir d'altimètre pour déterminer, de manière approximative, l'altitude.

## Types
On distingue principalement :
- le baromètre à mercure (ou « baromètre à colonne de mercure », « baromètre de Torricelli ») : la pression atmosphérique est équilibrée par une colonne de mercure surmontée d'un espace clos et vide. Il a été inventé par Evangelista Torricelli en 1643 ;
- les baromètres à eau : produits en 1792-93 ils sont très peu précis, ils sont généralement utilisés à des fins décoratives ;
- les baromètres à gaz : créés en 1818 par Alexandre Adie, ils utilisent la variation de volume d'un gaz sous l'effet des variations de la pression atmosphérique ;
- le baromètre anéroïde : créé par Lucien Vidie en 1844 puis repris par Eugène Bourdon en 1849, la pression atmosphérique s'exerce sur une enceinte métallique, hermétiquement close et partiellement vide d'air. Celle-ci se déforme de façon élastique et un système mécanique permet d'amplifier les mouvements qui résultent des variations de pression pour les rendre visibles sur un cadran ou les enregistrer sur une bande de papier millimétré ; il est moins précis que le baromètre à mercure ;
- les baromètres électroniques : ils traduisent en valeurs numériques les déformations d'une capsule à vide, évitant l'utilisation des pièces mobiles d'un baromètre anéroïde classique.

## Histoire

### Les origines
Vers 1635, les ingénieurs et fontainiers de Florence sont chargés de construire de gigantesques installations hydrauliques dans les jardins des palais. Ils installent des pompes aspirantes mais découvrent avec stupéfaction qu'elles sont incapables d'aspirer l'eau de plus de 6 brasses, soit une dizaine de mètres. Galilée est sollicité mais il meurt en 1642 sans avoir eu le temps de résoudre ce problème : pourquoi ne peut-on pas aspirer l'eau au-delà d'une certaine hauteur ? On retrouva plus tard, dans ses notes, qu'il avait songé que l'air devait avoir un poids mais il n'en avait tiré aucune conclusion. L'idée que le liquide n'est pas aspiré par la pompe mais refoulé vers elle par l'effet d'une pression extérieure était en totale contradiction avec les dogmes admis à cette époque, qui voulaient que l'eau s'élève dans les tubes parce que la nature a horreur du vide.

### L'arrivée du mercure
Torricelli succède à Galilée comme physicien à la cour du Duc de Toscane. Reprenant les notes de son prédécesseur, il fait des expériences pour prouver que la pression atmosphérique est responsable de la montée de l'eau dans un espace vide. Pour éviter d'utiliser des colonnes d'eau d'une dizaine de mètres de hauteur, il a l'idée de faire des essais avec du mercure (hydrargyre, vif-argent…) qui est 13,6 fois plus dense. Il en remplit un long tube de verre, le bouche avec le doigt et le retourne sur un bassin rempli, lui aussi, de mercure. Il observe que le tube ne se vide que partiellement dans le bassin et qu'il y reste toujours une colonne de mercure d'environ 76 cm de hauteur, quel que soit l'enfoncement du tube dans le bassin. Il en déduit que la pression de l'air sur la surface du bassin contrebalance le poids de la colonne de mercure et que c'est elle qui permet de faire monter l'eau dans les pompes d'une hauteur d'environ 10 m, mais pas davantage. C'est ainsi que Torricelli invente le baromètre en 1643. Il remarque également que la hauteur du mercure dans le tube varie avec les changements climatiques et qu'une baisse précède généralement une période de mauvais temps (pluie).
Le réservoir ouvert n'est cependant pas très pratique si l'on veut transporter l'instrument. Diverses solutions sont imaginées ; on réalise par exemple des réservoirs en cuir poreux fixés au tube et contenant une petite quantité de mercure. Sir Robert Boyle imagine de replier le tube barométrique vers le haut, ce qui donne le « tube siphon » encore utilisé aujourd'hui.
Le physicien et philosophe français René Descartes (1596-1650) améliore le système de Torricelli en ajoutant une graduation en papier. Il est le premier à émettre l'idée que la pression atmosphérique doit diminuer avec l'altitude.

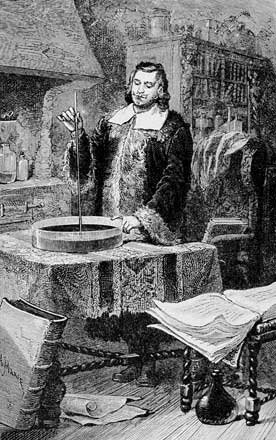
Torricelli inventant le baromètre à mercure, gravure figurant dans les livres de Camille Flammarion (1923).
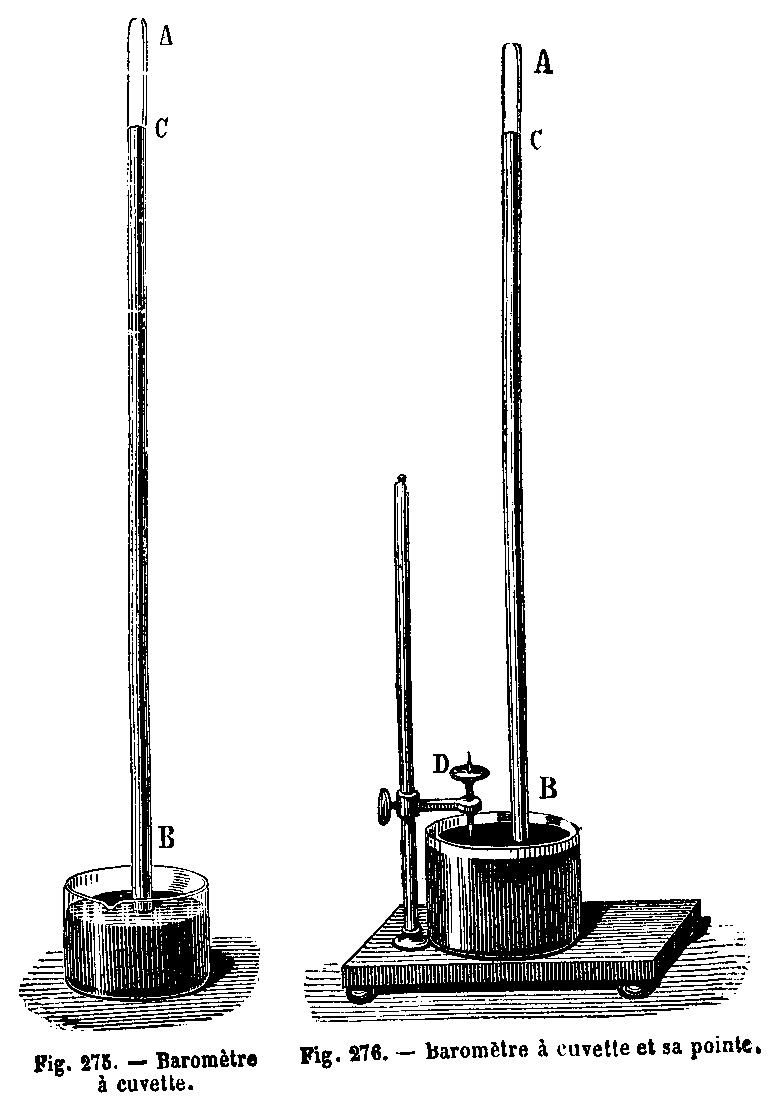
Baromètre à cuvette.
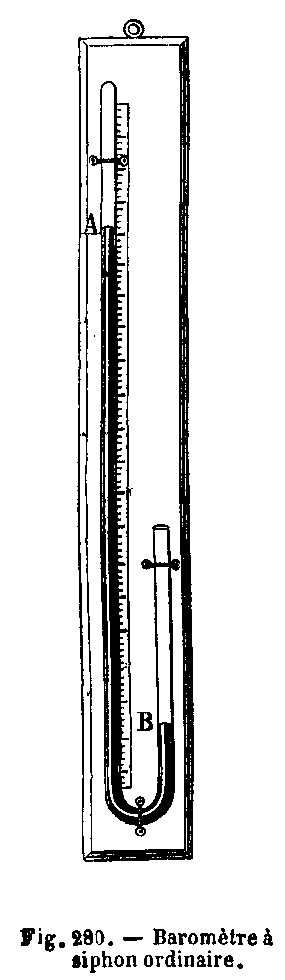
Baromètre à siphon ordinaire.

Le baromètre à cuvette est directement déduit du tube de Torricelli. Sans dispositif approprié, la lecture précise de la hauteur de la colonne de mercure n'est pas très facile. On a donc disposé au-dessus de la cuvette une vis à deux bouts pointus, l'inférieur venant juste tangenter la surface libre du métal dans la cuvette. À l'aide d'un cathétomètre, on vient mesurer la différence de hauteur entre la pointe supérieure de la vis et la surface libre dans le tube. La longueur de la vis, mesurée une fois pour toutes, est ajoutée à l'indication du cathétomètre et l'on obtient ainsi la hauteur de la colonne de mercure.

### Blaise Pascal et la pression atmosphérique
La pression atmosphérique contraint le mercure à monter dans le tube sur une colonne d'environ 76 cm de hauteur mais elle n'est pas suffisante pour combler le vide qui se forme dans la partie supérieure.
Dans les années 1640, l'une des questions les plus discutées parmi les savants est : l'air a-t-il un poids ?
Blaise Pascal, homme de science précoce mais aussi excellent expérimentateur, vient d'inventer à 22 ans une machine à calculer. Il refait l'expérience de Torricelli et pense, comme Descartes, que si l'air a un poids, alors le mercure doit monter moins haut dans le tube si l'on fait l'expérience en altitude. C'est bien ce qu'il vérifie, mais avec une précision trop faible, au sommet de la Tour Saint-Jacques à Paris (52 m). Grâce à son beau-frère qui habite au pied du Puy de Dôme, le 19 septembre 1648, il refait l'expérience à diverses altitudes et constate qu'en effet, la hauteur du mercure diminue bien au fur et à mesure que l'on s'élève.
Le mot « baromètre » apparaît quelques années plus tard, créé par le physicien et chimiste irlandais Robert Boyle (barometer, 1665-1666). Il est formé sur le grec baros (poids, pesanteur). Mais il faudra attendre le milieu du XIXe siècle pour que les constructeurs d'instruments, les opticiens, les horlogers, commencent à produire des baromètres, à des fins scientifiques d'abord, puis à des fins domestiques. À partir de 1870 les graduations s'accompagnent d'indications météorologiques (« beau temps », « variable »…). La dénomination « baromètre » ne s'impose en France qu'après la publication en 1676 de l'Essai sur la nature de l'air par Edme Mariotte.
Plus tard, on donnera le nom de pascal (sans majuscule) à l'unité internationale de pression, qui vaut un newton par mètre carré. Le hasard peut amener à une découverte. En 1675, l'abbé Picard, transportant de nuit un baromètre à mercure, fait une curieuse découverte. À chaque mouvement brusque du métal, une lueur bleuâtre illumine le tube. Ce phénomène est étudié entre autres par un élève de Robert Boyle, Francis Hauksbee. Naturellement, aucune explication satisfaisante n'est trouvée à l'époque mais c'est ainsi que débutent les premières recherches sur les décharges électriques dans les gaz raréfiés… L'intendant du Fay découvrit que la cause de cette luminescence est le frottement du mercure sur le capillaire en verre. Cette explication, qui mit un terme à la notion de baromètre lumineux, valut à du Fay sa nomination comme adjoint à l'Académie des sciences.

### Le baromètre à mercure
Le tube de Torricelli, baptisé par la suite baromètre, est un tube en U fermé à une extrémité. Il est rempli de mercure et inversé avec l'extrémité ouverte immergée dans une citerne de mercure. La surface de la citerne étant exposée à la pression atmosphérique, la hauteur de la colonne de mercure varie avec cette pression. La surface peut donc être lié à une graduation de référence permettant de mesurer la différence de niveau. Les baromètres à mercure peuvent être classés en trois groupes en fonction de leur construction: baromètres citerne, baromètres à siphon et baromètres à pesée.
Le baromètre à mercure présente de nombreux inconvénients :
- le tube de verre est encombrant et fragile ;
- le mercure est un métal cher et toxique (de nos jours il est interdit pour de nombreuses applications comme les thermomètres médicaux) ;
- la très forte tension superficielle du mercure rend sa surface libre convexe et fait que dans les tubes étroits, le niveau du mercure s'établit un peu au-dessous de sa valeur théorique ; il faut donc non seulement faire une visée tangentielle mais aussi corriger la valeur obtenue en fonction du diamètre du tube ;
- une autre correction doit être pratiquée en fonction de la température, pour compenser la dilatation du métal et donc la variation de densité qui l'accompagne, c'est pourquoi tout bon baromètre est associé à un thermomètre et aux tables de correction adéquates.

Bien que l'origine en soit controversée, on attribue au physicien hollandais Christian Huygens un important perfectionnement du tube de Torricelli, en 1672. Un tube en U contient du mercure comme précédemment et une zone de vide du côté fermé, mais la branche ouverte contient un liquide non volatil de plus faible densité dont le niveau dépend de celui du mercure. Descartes avait déjà réalisé des appareils de cette sorte. En choisissant convenablement les sections des tubes, on peut ainsi obtenir une amplification de l'ordre de 10, ce qui rend la lecture beaucoup plus facile et précise. Cette technique permet en outre d'éviter l'oxydation lente du mercure par l'oxygène de l'air.

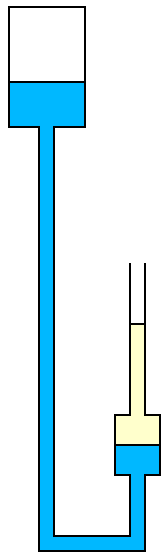
Principe du baromètre de Huygens.
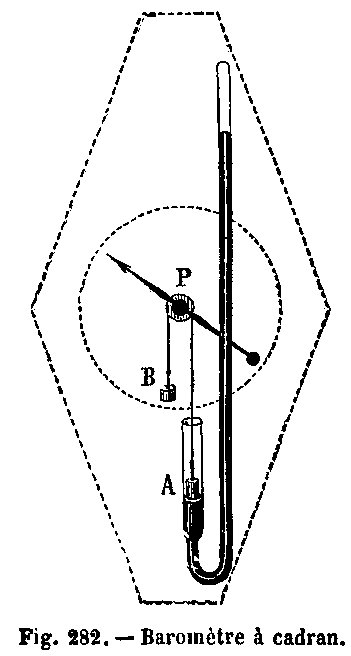
Principe du baromètre à cadran.
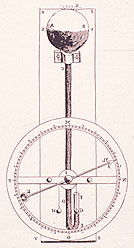
Baromètre de Hooke, vers 1660.
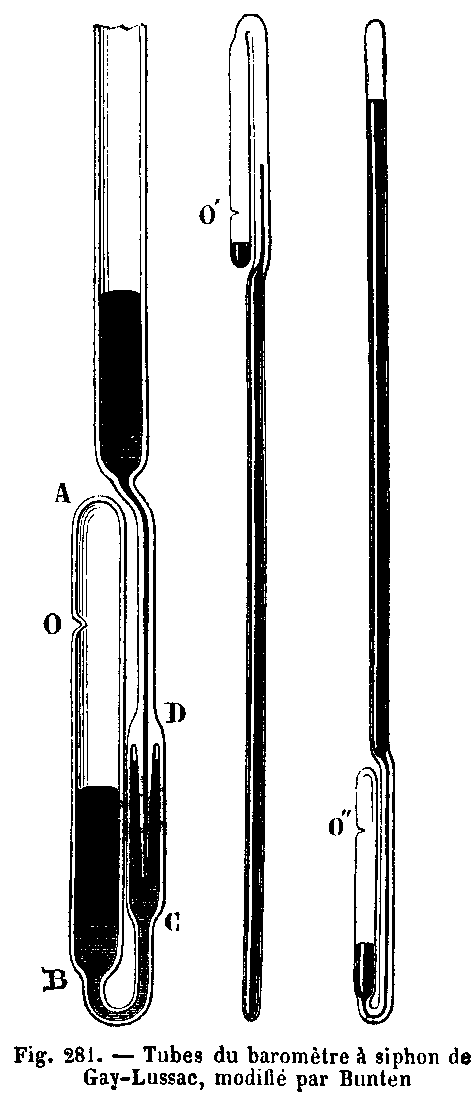
Baromètres à siphon de Gay-Lussac et Bunten.

Le premier baromètre à cadran a été construit en 1663 par l'astronome anglais Robert Hooke. Un flotteur reposant sur le mercure suit les variations du niveau et actionne une aiguille qui indique la pression sur un cadran. La lecture est plus facile et plus précise qu'avec le baromètre de Torricelli mais, selon Privat-Deschanel et Focillon, « le baromètre à cadran est toujours un appareil assez grossier, quel que soit le luxe de sa présentation ».
Dans les baromètres à siphon construits sur le modèle imaginé par Louis Joseph Gay-Lussac, la branche courte a la même section que la branche longue, dont elle est séparée par un tube très fin destiné à empêcher l'air de pénétrer dans la chambre à vide. L'ouverture O laisse passer l'air mais elle est suffisamment petite pour empêcher le mercure de sortir facilement. Bunten y a ajouté un réservoir de garde CD destiné à piéger les bulles d'air qui pourraient, par accident, franchir le siphon.
Le français Jean Nicolas Fortin (1750-1831) réalisa un baromètre à mercure transportable qui porte son nom. Afin de diminuer le volume du mercure dans la cuvette inférieure et de faciliter la lecture, Fortin imagina, en collaboration avec le mécanicien Ernst, un système de vis et de membrane de cuir permettant d'amener la surface libre au niveau d'un repère de hauteur fixe par rapport au tube. Un curseur lié à celui-ci permet la mesure directe de la hauteur de la colonne barométrique. On notera la conception du trépied, dont les branches repliées constituent des protections pour le tube de verre.

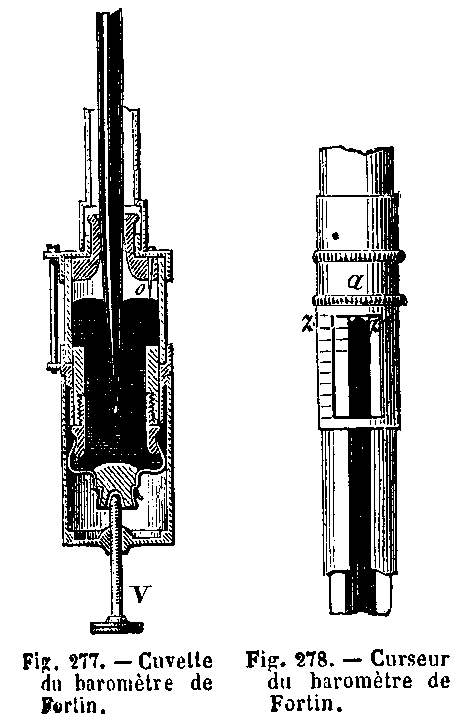
Baromètre de Fortin, détails.
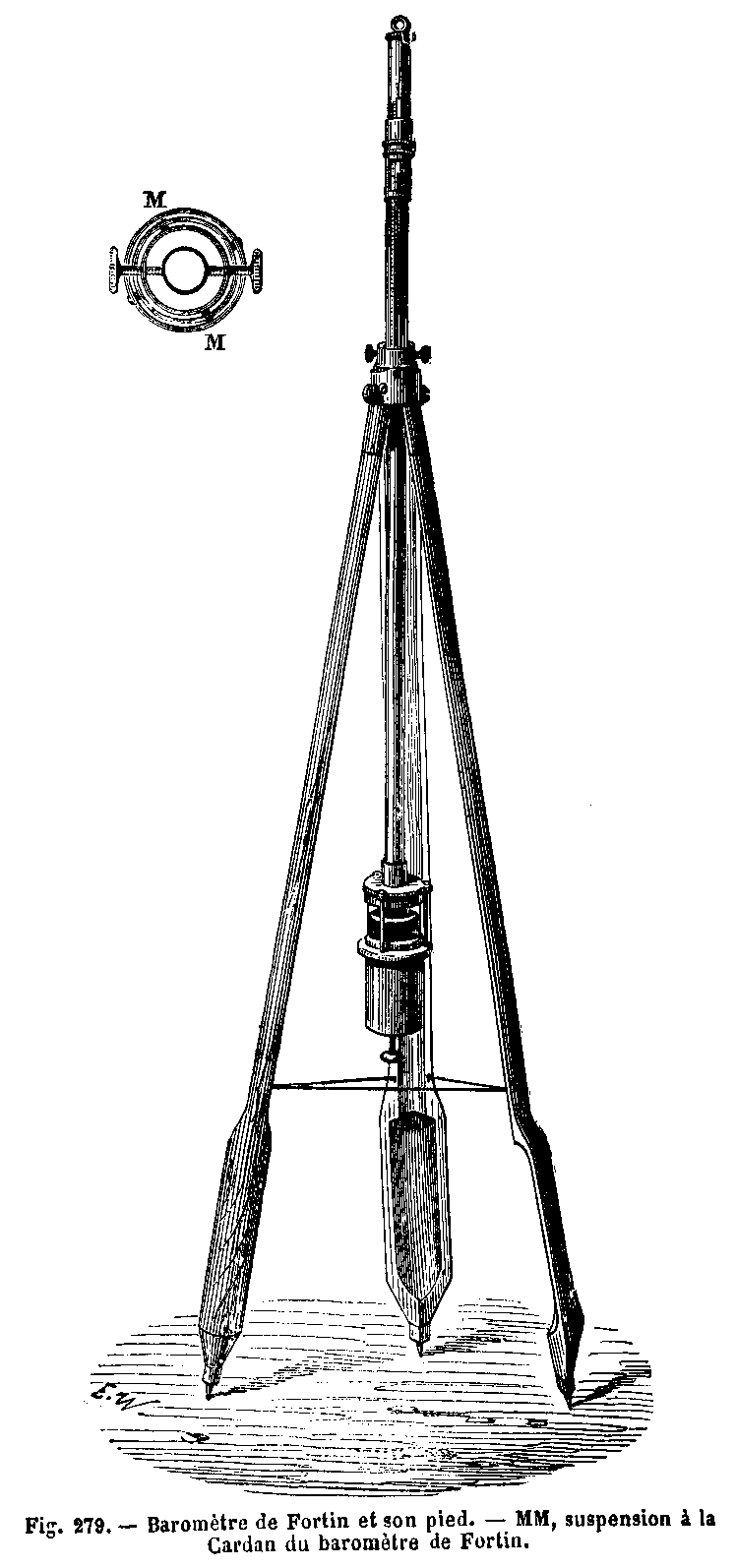
Baromètre de Fortin.

C’est au XVIIIe siècle qu’apparurent les premiers baromètres de marine à mercure. Leur développement fut freiné par les marins eux-mêmes, très attachés aux méthodes ancestrales de prévision du temps. L’amiral britannique Fitzroy eut l’idée, en 1858, d’équiper tous les ports de pêche d’un baromètre.

### Les baromètres à eau
Il existe deux types de baromètre à eau. Le premier comprend un tube ouvert à une extrémité qu'on immerge dans un bac rempli d'eau. En relevant le tube tout en gardant son extrémité ouverte dans le bac, la surface du bac est à l'air libre et le tube est rempli d'eau. La pression exercée sur la surface d’eau arrive à un équilibre lorsque la pression atmosphérique est égale au poids de l'eau dans le réservoir, laissant un vide au sommet de celui-ci. Lorsque la pression atmosphérique augmente, le niveau du liquide dans le tube monte et inversement, lorsque la pression baisse, le liquide descend. Ce niveau suit donc les variations de la pression atmosphérique de façon identique à un baromètre classique à mercure. Cependant, comme la densité de l'eau est 13,6 fois plus faible que celle du mercure, il nécessite une colonne 13,6 fois plus haute que celle du mercure. Il  demande donc un très long tube car aux conditions normales de température et de pression, la colonne doit avoir au moins 10 mètres selon l'expérience de Blaise Pascal.
Le second type est celui de Johann Wolfgang von Goethe, inventé vers 1792-93 à partir des principes de Torricelli. Dans ce dernier, au lieu de créer un vide, il s'agit seulement de créer une différence de pression entre de l'air emprisonné dans un ballon réservoir qu'on rempli par un tube remontant de sa base et qui est ouvert à son sommet. La pression dans le réservoir est celle du moment du remplissage alors que celle au sommet du tube est celle de l'environnement. Toute variation de la pression atmosphérique s'exerçant sur l'ouverture sera transmise par l'eau à l'air dans le ballon. La pression s'équilibrera par compression, ou décompression, entre les deux et causera une variation inverse du niveau de liquide dans le tube.
Dans les deux cas, les indications des baromètres à eau sont très liées à la température puisque la densité de l'eau varie fortement avec celle-ci ce qui peut montrer un variation de pression fictive lors de ses changements. De plus, l'eau s'évapore ce qui va aussi causer une variation. On ne se sert donc plus de ces appareils qu'à des fins décoratives.

Baromètres à eau de Goethe
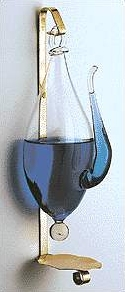
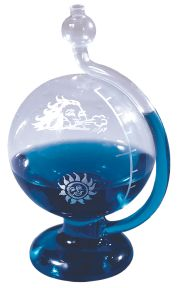
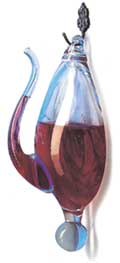
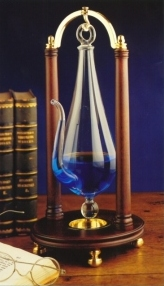

### Les baromètres à gaz
Le baromètre Eco-Celli est un instrument dont la précision peut être comparée avec celle d'un baromètre de Torricelli. Son fonctionnement est totalement différent puisqu'il ne contient pas de mercure. Comme les baromètres à eau, cet instrument mesure la pression atmosphérique grâce à la compressibilité d'un volume de gaz enfermé qui se comprime ou se détend en fonction de la pression atmosphérique.
Le volume du gaz dépend également de la température ambiante et il faut donc faire une correction. Celle-ci est réalisée très simplement en déplaçant l'échelle d'un curseur jusqu'à ce que l'index métallique soit au même niveau que le liquide bleu du thermomètre. Par rapport à un baromètre à mercure simple, le baromètre Eco-Celli permet une amplification de 4 fois, ce qui rend la lecture plus précise et surtout plus facile.
Le baromètre inventé par le Britannique Alexandre Adie en 1818 est nettement plus petit qu'un baromètre de Torricelli. Il est composé de deux éléments, un tube en forme de U (liquide rouge) et un thermomètre (liquide bleu) qui sont mis en parallèle. Une baisse de pression fait monter le liquide rouge du baromètre et une hausse le fait descendre. Le thermomètre permet de faire les corrections nécessaires.

### Les baromètres anéroïdes
Le baromètre anéroïde (ou baromètre holostérique) fut mis au point par le Français Lucien Vidie qui en déposa le brevet en 1844 (en collaboration avec Antoine Redier, inventeur du réveille-matin). Les parois d'une capsule vide d'air, dite « capsule de Vidie » sont maintenues écartées par un ressort. La pression atmosphérique appuie plus ou moins sur la boîte (capsule) anéroïde et fait ainsi tourner l'aiguille sur le cadran, grâce à un mécanisme de précision.
L'idée a été reprise par Eugène Bourdon en 1849 qui utilisa la déformation que subit un tube aplati vide d'air sous l'effet des variations de la pression extérieure. « Ce joli baromètre de cabinet ne pourrait pas remplacer le baromètre à mercure dans les observations de précision : mais, associé à ce baromètre, il peut rendre de grands services dans les excursions scientifiques » (Privat-Deschanel et Focillon).

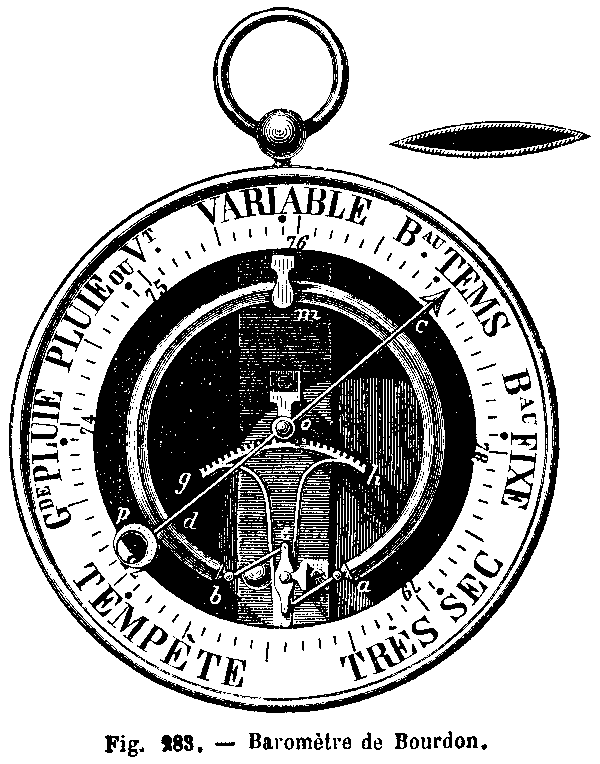
Baromètre de Bourdon.
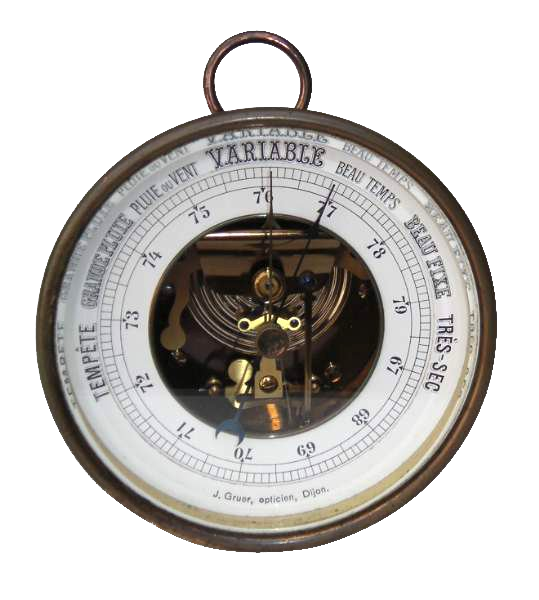
Baromètre anéroïde, début XXe siècle.
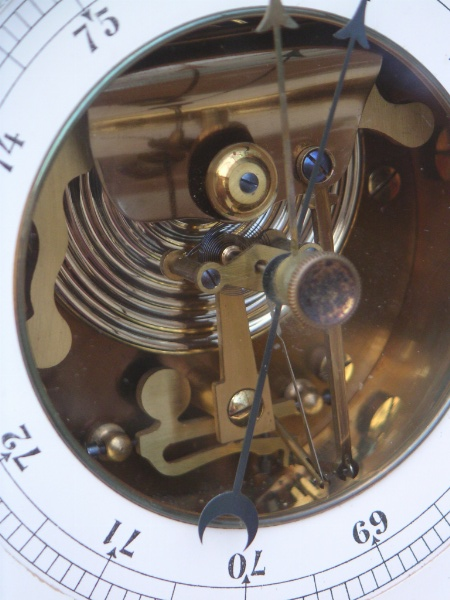
Baromètre anéroïde, début XXe siècle, on voit la capsule de Vidi et les leviers amplificateurs.
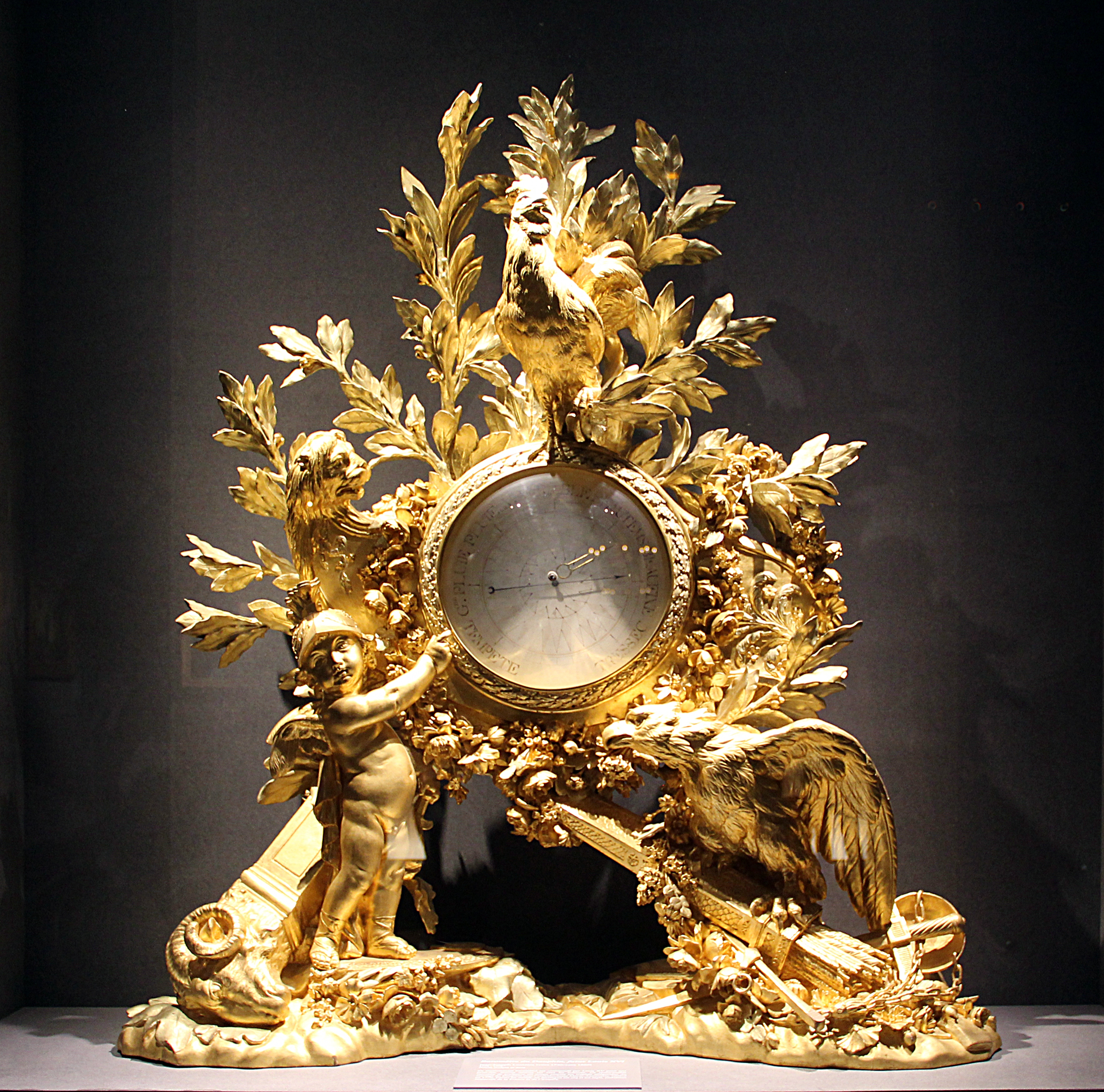
Baromètre du dauphin, futur Louis XVI, par Jean-Joseph Lemaire (sculpteur) et Jean-Baptiste Torré (ingénieur).

Le principe de cet appareil avait été proposé en 1700 par le savant allemand Gottfried Wilhelm Leibniz ; le grand mérite de Vidie a été de le transformer en un objet pratique et peu onéreux. Le baromètre anéroïde est moins précis que le baromètre à mercure mais il permet en contrepartie de fabriquer des instruments compacts, beaucoup plus robustes et facilement transportables, surtout en mer.

### Barographes

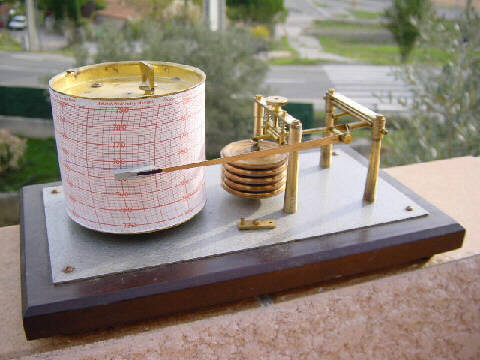
Barographe sans son capot de protection.

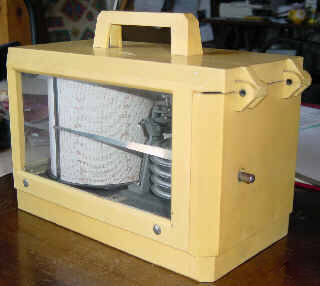
Barographe fabriqué en URSS.

Le système le plus ancien de baromètre enregistreur fut inventé par l’Anglais Moreland en 1670 mais c'est la capsule de Vidie qui est le « moteur » de la plupart des appareils actuels. Pour obtenir un déplacement et des efforts plus importants on utilise un empilement de capsules, généralement cinq. Les baromètres enregistreurs sont encore appelés barographes. Beaucoup sont présentés comme des objets « de luxe » dans une boîte vitrée aux montants d'acajou ou d'autre bois précieux mais il existe aussi des modèles beaucoup plus rustiques. Dans les barographes plus récents, la capsule est remplacée par un capteur piézorésistif et le tambour par un écran LCD.
Les barographes étaient autrefois utilisés par les pilotes de planeur pour acquérir des insignes de la Fédération aéronautique internationale ou pour battre des records. Par exemple, un gain d'altitude de 1 000 mètres en planeur (pour l'insigne d'argent) était validé à l'aide d'un barographe enregistrant les différentes altitudes au cours du vol. Ces appareils sont encore reconnus par la Fédération aéronautique internationale. Toutefois ils tombent en désuétude et sont maintenant avantageusement remplacés par des lecteurs GPS avec barographe incorporé qui génèrent des fichiers .igc qui sont scellés.

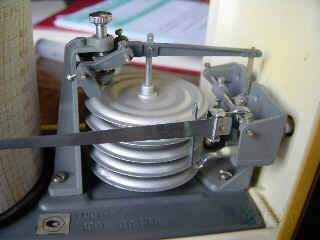
Empilement de capsules.

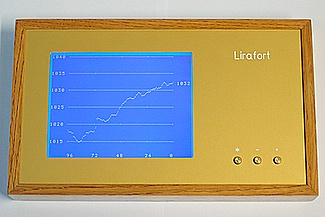
Barographe électronique Lirafort.

### Évolutions récentes
En 1989, Casio a mis sur le marché la première montre-bracelet munie d'une fonction baromètre, inaugurant une série de montres multi-fonctions destinées aux randonneurs (avec altimètre) et aux plongeurs (avec manomètre).

## Données scientifiques sur la pression atmosphérique
La pression atmosphérique peut être exprimée en millimètres de mercure (mmHg) ; ou en utilisant l'unité habituelle de pression : le millibar (mb), appelé officiellement « l'hectopascal (hPa) » depuis 1986, de façon à se rappeler plus aisément qu'il vaut 100 pascals.
Lorsque l'on s'élève, la pression diminue ; pas de façon linéaire, mais de moins en moins vite. Elle dépend aussi du profil de température qui règne au-dessus du lieu où on la mesure. Dans les observations météorologiques, on indique généralement trois valeurs : la pression au niveau de la station (appelée « QFE »), mesurée par un baromètre bien étalonné ; la pression réduite au niveau moyen de la mer dans l'atmosphère standard (appelée « QNH »), c'est-à-dire celle qui régnerait théoriquement, au même endroit, à l'altitude zéro de référence (le niveau moyen de la mer n'est pas facile à définir…) ; et enfin la pression réduite au niveau moyen de la mer dans l'atmosphère réelle (appelée « QFF »).
La formule ci-dessous permet de calculer la pression réduite dans l'atmosphère standard. Dans une telle atmosphère imaginaire, il règne toujours une température de 15 °C (= 288,15 K) à l'altitude zéro (si la température est sensiblement différente, la réduction comportera une erreur non négligeable. Voir à ce sujet l'article sur la pression atmosphérique) :
- la température diminue de 6,5 °C par km (donc de 0,006 5 °C par mètre) jusqu'à l'altitude de 11 km ;
- la pression au niveau zéro vaut 1 013,25 hPa ;
- l'accélération due à la pesanteur est partout constante et vaut 9,806 65 m/s2 ;
- il n'y a absolument pas d'eau.

{\displaystyle p_{red}=QFE+1013,25\left[1-\left({\frac {288,15-0,0065h}{288,15}}\right)^{5,255}\right]}
avec QFE = pression absolue [hPa], pred = pression réduite au niveau moyen de la mer [hPa] et h = altitude au-dessus du niveau moyen de la mer [m].
Il est toujours utile d'avoir des ordres de grandeur. À basse altitude, si l'on monte de 10 m, la pression baisse d'environ 1,25 hPa.
Un baromètre, quel qu'il soit, donne toujours la pression qui correspond à l’altitude où il se trouve ; mais les baromètres holostériques peuvent comporter une vis de réglage permettant d'afficher la pression corrigée au niveau de la mer. La pression atmosphérique donnée par les stations météo est toujours ramenée au « niveau moyen de la mer », afin d’avoir un point de référence ; mais en cas de besoin, par exemple pour réaliser les essais de performances de moteurs thermiques comme les turbines à combustion, les stations météos peuvent communiquer sur demande la pression vraie du lieu à une date et une heure voulue.
Quant à la pression réduite au niveau moyen de la mer dans l'atmosphère réelle, elle peut se calculer grâce à la formule suivante (car, contrairement à la formule de réduction dans l'atmosphère standard qui est universelle, la formule utilisée pour l'atmosphère réelle varie d'un pays à l'autre) :
QFF = QFE.exp(gz/RT)
QFF = pression réduite au niveau moyen de la mer
QFE = pression de la station en hPa
z2 = altitude de la station en mètres
T = (T2 + T1) / 2 en kelvins
T1 = 288,15 – 0,0016 Z2 température moyenne au niveau de la mer ajustée à l’altitude
T2 = température moyenne de la station sur 12 heures en kelvins ou (Tmax+Tmin)/2
g = accélération locale due à la pesanteur = de 9,77 à 9,83 m/s2
R = 287,052 9 J/kgK = constante massique des gaz parfaits pour l’air sec
R = R* / Ma
R* = constante molaire des gaz parfaits = 8,314 32 J K−1 mol−1
Ma = masse molaire de l'air sec = 28,964 4 g mol−1
En gros, à basse altitude, la pression diminue de 1 hPa quand on monte de 8,3 m ou augmente de 1 hPa quand on descend de 8,3 m (pour une température de 283 K c'est-à-dire 10 °C).

## Le baromètre est-il un instrument de prévision du temps?
À un endroit donné, l'indication fournie par un baromètre varie continuellement sous l'effet des changements de pression liés à divers phénomènes météorologiques et à la marée atmosphérique. Ce n'est donc pas la valeur de la pression qui est importante mais sa variation.
La première cause de variation est la marée atmosphérique. L'air est un fluide qui agit exactement comme l'eau des océans. L'atmosphère est soumise à l'attraction des astres et la pression atmosphérique en un point subit donc une marée, présentant deux maximums et deux minimums par jour. L'amplitude de celle-ci dépend de la latitude, négligeable aux pôles et de plusieurs hectopascals aux tropiques. 
Cependant, cette dernière n'est notable que quand la situation météorologique est stagnante, comme sous un anticyclone. Elle est le plus souvent masquée par les variations de pression liées aux perturbations atmosphériques. Ainsi, l'approche d'une dépression ou d'un creux barométrique se traduit par une tendance de pression à la baisse sur une période de l'ordre de 3 à 12 heures qui peut être de plusieurs dizaines d'hectopascals. La valeur et la rapidité de la baisse de pression sont des indicateurs valables de l'intensité de la perturbation atmosphérique qui s'approche et du mauvais temps probable. De même, la pression augmente derrière ces systèmes à l'approche d'un anticyclone ou d'une crête barométrique qui dégagera le ciel. À l'approche d'un orage, la pression baisse rapidement sur une faible zone et remonte tout aussi rapidement avec le front de rafales,.
En l'absence de prévisions météorologiques modernes, ou en supplément de celles-ci, un observateur avisé peut donc arriver à faire une prévision à court terme d'une certaine valeur en tenant compte de la climatologie locale, des changements de vents, des nuages et de la tendance de pression.

## Le rôle du baromètre dans l'histoire de la météorologie
Bien que plusieurs autres instruments de mesure (thermomètre, hygromètre, anémomètre, girouette, pour ne nommer qu'eux) aient eu un rôle à jouer dans la genèse scientifique de la météorologie, il est clair que le baromètre est d'une importance toute spéciale.  Le baromètre mesure une propriété mécanique de l'atmosphère, la pression, qui, contrairement au vent, à la température, ou même à l'humidité, échappe généralement à nos sens. Dès son invention, les scientifiques ont soupçonné l'importance de la pression comme paramètre météorologique, mais les progrès menant à une compréhension réelle ont été lents.  On a parfois donné à la lecture du baromètre une importance mal placée, fondée sur des observations empiriques d'une exactitude qui de nos jours paraît discutable.
En effet, jusqu'au début du XXe siècle, la mécanique atmosphérique était encore mal comprise. Le courant-jet, par exemple, est demeuré essentiellement insoupçonné jusque dans les années 1940. C'est dans cette période de la première moitié du siècle que des chercheurs tels que Vilhelm Bjerknes et Carl-Gustaf Rossby ont donné à la météorologie à grande échelle le cadre conceptuel qu'on lui connaît aujourd'hui, fondé sur un solide formalisme de physique mathématique. C'est qu'il était difficile, avant la multiplication des liens de communications, de mesurer l'état de l'atmosphère à une échelle comparable à celle des grands systèmes météorologiques.  Les scientifiques du XIXe siècle en étaient donc le plus souvent réduits à tenter de relier empiriquement les fluctuations locales de pression avec le caractère du temps et du vent.
Ainsi, en 1883, Privat-Deschanel et Focillon donnent les indications suivantes :
- à Paris, le baromètre est généralement au plus haut quand le vent souffle du N-NE et au plus bas s'il souffle du S, les directions se modifiant quelque peu selon les saisons. Les variations de pression atmosphérique ne sont pas liées directement au froid et à la pluie mais comme celui-là est plutôt lié au vent du N et celle-ci au vent du S ou SO, l'observation du baromètre permet de les prévoir avec une fiabilité relativement bonne.
- à Pétersbourg (ex Petrograd, puis Leningrad, puis St-Pétersbourg), il pleut indifféremment par tous les vents, les indications du baromètre sont sans valeur.
- les grandes tempêtes sont précédées d'abaissements de pression d'autant plus grands que l'on est plus loin de l'équateur. Lors de l'ouragan qui dévasta une partie de l'Europe, en février 1783, le baromètre avait baissé brusquement de 0,031 m (hauteurs de mercure) en Angleterre, de 0,018 à 0,030 m en France et en Allemagne, de 0,007 m seulement à Rome.
- dans les régions intertropicales, un écart de 0,001 à 0,002 m suffit pour présager un violent ouragan.

et, remarquent-ils avec bon sens :
- Les cultivateurs qui ont le plus d'intérêt à prévoir les changements de temps acquièrent souvent une grande intelligence des signes météorologiques, et le baromètre les trompe beaucoup moins souvent que les habitants des villes.

Ces remarques contiennent quelques éléments de vérité, mais ne sont pas appuyées par une compréhension suffisante des mécanismes sous-jacents. Par exemple, il est correct de dire que les grandes tempêtes sont précédées d'une baisse de pression mais la relation avec l'équateur n'est qu'une observation, incomprise, et finalement incorrecte à la lumière des connaissances actuelles.
De nos jours, le baromètre conserve une importance fondamentale parmi une batterie grandissante d'instruments. Les mesures de pression, de vitesse du vent, de température et d'humidité prises à la surface et en altitude sont communiquées partout dans le monde. Ces mesures prises in-situ ont bien sûr une grande valeur intrinsèque pour l'observation météo mais cette valeur est multipliée lorsqu'on considère qu'elles servent aussi à l'étalonnage et à la validation d'instruments de mesure à distance qui opèrent à partir de satellites, d'avions ou de la surface terrestre. Le baromètre joue ainsi un rôle essentiel dans l'explosion en cours du volume des données d'observation de la Terre par mesure à distance.

## Comment mesurer la hauteur d'un bâtiment avec un baromètre
Une histoire célèbre raconte différentes manières de mesurer la hauteur d'un bâtiment avec un baromètre : en s'en servant comme masse pour un fil à plomb ou comme un pendule dont on mesurerait la fréquence propre, comme masse pour mesurer le temps de chute, comme marchandise pour soudoyer le gardien du bâtiment, etc. La « réponse attendue », mesure de la différence de pression entre le bas et le haut, n'étant citée qu'en dernier.
Cette histoire aurait en fait été publiée dans le Reader's Digest en 1958 et elle se serait transformée au fil du temps en une anecdote supposée réelle et attribuée à Niels Bohr, devenant ainsi une légende urbaine. On peut se demander si le recours à cette personne célèbre n'est pas une manière de transformer une anecdote amusante en un pamphlet contre la « rigidité de l'enseignement scolaire » opposée à la « créativité ».